# Georges Dubois (parasitologiste)
Pour les articles homonymes, voir Georges Dubois et Dubois.
Georges Dubois, né le 4 février 1902 à La Chaux-de-Fonds et mort le 3 décembre 1993 à Corcelles, est un parasitologiste suisse, spécialiste des trématodes et notamment de la famille des Strigeidae, et professeur de sciences naturelles de métier.

## Biographie
Georges Dubois est le fils ainé d’Emile Dubois et Marguerite, née Marchand. À l'âge de 11 ans, il perd sa mère et est élevé par la seconde épouse de son père, née Juliette Parel. Georges Dubois suit les écoles primaires et secondaires puis l'École normale de sa ville natale et obtient, en 1920, son brevet d'enseignement primaire. Il termine une licence en sciences naturelles en 1926. Ses premières contributions scientifiques paraissent en 1928 dans la Bulletin de la Société neuchâteloise des sciences naturelles, et Dubois publie par la suite abondamment dans la Revue suisse de Zoologie, éditée par le Muséum d'histoire naturelle de Genève. En 1929, il obtient son doctorat ès sciences avec une thèse intitulée « Les Cercaires de la région de Neuchâtel ». La même année, Georges Dubois est nommé instituteur à Bôle, puis dès 1938, il enseigne les sciences naturelles au Gymnase cantonal de Neuchâtel. Dix ans après, sa première publication scientifique, « Monographie des Strigeida » sort de presse. La valeur de cet ouvrage est reconnue par la Faculté des sciences de l'Université de Neuchâtel qui lui attribue le Prix Louis Perrier. En 1953, un complément paraît sous le titre de « Systématique des Strigéidés ». L'ouvrage est publié avec le soutien du Fonds national suisse de la recherche scientifique. 
De 1942 à 1945, Georges Dubois assume la charge de président puis, dès 1947, celle de secrétaire-rédacteur de la Société neuchâteloise des sciences naturelles. Cette même année, il assure également la suppléance du professeur Jean-G. Baer pour les cours de zoologie à l’Université de Neuchâtel. Dès l'automne 1947, Georges Dubois passe une année à Paris pour suivre un cycle d'études à La Sorbonne et au Laboratoire de l'évolution. Son demi-frère Emile-André Dubois, l'accompagne et poursuit, de son côté, une formation musicale. En 1949, son frère Emile-André Dubois, au seuil d'une carrière musicale prometteuse, succombe à un mal incurable. Nouvelle épreuve pour Georges Dubois, après le décès de sa mère puis de sa fiancée, Violette Robert, sœur du peintre Maurice Robert. Quelques années plus tard, Georges Dubois s'installe avec ses parents à Corcelles qu'il ne quittera plus. Villy Aellen, au Muséum de Genève, lui confie l'étude de trématodes parasites de chauves-souris, auxquels il consacre huit travaux publiés entre 1955 et 1964. Durant la même période, Georges Dubois donne des cours de biologie à l’Université populaire de Neuchâtel et La Chaux-de-Fonds. Ses travaux, remarquables par leur rigueur et la précision des dessins, font de lui un spécialiste mondialement reconnu et le bénéficiaire de nombreuses distinctions. Ainsi, en 1960, il est membre correspondant de la Zoological Society of India et, en 1970, membre honoraire de la Société américaine de parasitologie. En 1965, Georges Dubois épouse Clotilde Ducommun, ancienne fiancée de son frère, Emile-André Dubois. En 1967, il quitte l’enseignement et organise les concerts de la Société de musique de La Chaux-de-Fonds. Il est également, cofondateur de la Société de musique de Neuchâtel créée en 1927 ; il est nommé membre d'honneur de celle-ci en 1990. En 1968 et en 1970 paraissent les deux volumes du « Synopsis des Strigeidae et des Diplostomatidae ». En 1969, il reçoit le prix de l’Institut neuchâtelois. En 1976, il publie à la Baconnière l'ouvrage « Naturalistes neuchâtelois du XXe siècle ». Il décède à Corcelles à l’âge de 91 ans.
Georges Dubois a remis l'ensemble de ses documents scientifiques au Muséum d'histoire naturelle de Genève en 1991. Il lègue 2 000 préparations microscopiques annotées, plus de 6 000 tirés-à-part et une très riche bibliothèque zoologique. Son fonds d'archives, comprenant correspondance, manuscrits ou encore esquisses, est conservé à la Bibliothèque publique et universitaire de Neuchâtel.